# Georges Malfray
Georges Malfray, né le 19 février 1914 à Anet et mort le 30 novembre 2000 à Nice, est un ancien joueur de dames français, qui cessa la compétition internationale en 1952 alors qu'il était sociétaire du "Damier niçois".

## Palmarès
- Maître international;
- Champion de France en 1947 (à Paris);
- Champion de France en 1949 (à Paris);
- Champion de France en 1950 (à Nice);
- 2e du Challenge mondial en 1951;
- 6e du championnat de France en 1938;